# John W. Dawson (Mathematiker)
John William Dawson Junior (* 4. Februar 1944 in  Wichita) ist ein US-amerikanischer mathematischer Logiker und Mathematikhistoriker.
Dawson ging in Wichita zur Schule und studierte ab 1962 am Massachusetts Institute of Technology Mathematik mit dem Bachelorabschluss 1966 und an der University of Michigan in Ann Arbor mit der Promotion bei David Kueker (und A. R. Blass) 1972 (Definability of Ordinals in the Rank-Hierarchy of Set Theory). Er ist Professor für Mathematik an der Pennsylvania State University.
Er katalogisierte den Nachlass von Kurt Gödel am Institute for Advanced Study bis 1984 und schrieb eine Biographie von Gödel, die als Standardwerk gilt.
Er war Mitherausgeber der Zeitschrift History and Philosophy of Logic.

## Schriften
Er ist Mitherausgeber der Gesammelten Werke von Kurt Gödel, Oxford University Press, 5 Bände, 1986–2003, mit Solomon Feferman, Warren Goldfarb, Stephen Kleene, Gregory H. Moore,  Charles Parsons, Wilfried Sieg, Robert M. Solovay, Jean van Heijenoort.
- Kurt Gödel. Leben und Werk, Springer Verlag 1999, Neuauflage als: Logische Dilemmas. Kurt Gödel – Leben und Werk, Springer Verlag 2007
  - Englisches Original: Logical Dilemmas: the life and work of Kurt Gödel, A. K. Peters 1997, auch ins Italienische und Chinesische übersetzt
  - Review von Martin Davis, Notices AMS 2001, Nr.8, pdf
- mit Kurt Mühlberger, Karl Sigmund Kurt Gödel: Das Album, Vieweg 2006
- Gödel and the limits of logic, Scientific American, Juni 1999
- The golden age of mathematical logic, in The Cambridge History of Philosophy, 1870-1945, Cambridge University Press, 2003, S. 590–597
- Artikel Kurt Gödel in Routledge Encyclopedia of Philosophy, Band 4, 1998
- Kurt Gödel in sharper focus, Mathematical Intelligencer, Band 6, Heft 4, 1984, S. 9–17
- In Quest of Kurt Gödel. Reflections of a Biographer, Notices AMS, 2006, Nr.4
- Max Dehn, Kurt Gödel and the Transsibirian Escape Route, Notices AMS, 2002, Nr.9
- The published work of Kurt Gödel: an annotated bibliography. Notre Dame J. Formal Logic, Band 24, 1983, S. 255–284